# Manaquí negre
El manaquí negre (Xenopipo atronitens) és un ocell de la família dels píprids (Pipridae).

## Hàbitat i distribució
Habita espesures a la sabana i bosc de les terres baixes des de l'extrem oriental de Colòmbia, sud i sud-est de Veneçuela, Guyana, Surinam, Guayana francesa i Amazònia del Brasil.